# 首尔广场
首尔广场（韩语：／）是位于大韓民國首都首爾特別市中區的一个广场，在首尔市政厅对出。这个广场是李明博任职首尔市长期间，首尔市政府为了提供更多空地予市民使用，而把原本该地交通枢纽中间的喷水池改建而成的，并于2004年5月1日重新开放。

## 历史
首尔市厅前广场曾在2002年韩日世界杯期间成为街头啦啦队的经典场地，而从2004年5月起，它摇身一变，化为一片草地公园，出现在人们的面前。草地公园面积达12.540平方米，呈开放式椭圆形，由人行道与市厅正门相连，作为市民休息、集会或举行文化活动的空间使用。按计划减少了原为交通要道的光化门前和宗礼们周围的车道面积，为行人建设以步行街为中心的休闲和娱乐的空间。旅客们可以在市区繁华地带自由自在的漫步，体验首尔市中心的历史和文化变迁。

## 新型广场
“首尔广场”位于首尔市中心，游客在这里可以赤足行走，也可以在温暖的阳光下午休。蛛网般错综复杂的机动车道变身为市民广场的契机是2002年韩日世界杯的举办。当时，大批市民聚集在这里为韩国队加油助威，促进了首尔广场从“汽车空间”向市民空间的转变。今天，这里已成为首尔市民和来首尔的外国游客体验首尔文化多样性的新旅游胜地。

## 参看
- 首尔市政厅